# 飯村北
飯村北（いむれきた）は、愛知県豊橋市の地名。

## 地理
東は飯村町、南は飯村南、北は北岩田・中岩田・東岩田に接する。

### 学区
- 公立高等学校 - 三河学区
- 公立中学校 - 豊橋市立東部中学校[WEB 4]
- 公立小学校 - 豊橋市立飯村小学校[WEB 4]

## 歴史

### 人口の変遷
国勢調査による人口および世帯数の推移。
| 1995年（平成7年）  | 749世帯 2390人  |  |
| 2000年（平成12年） | 902世帯 2673人  |  |
| 2005年（平成17年） | 958世帯 2784人  |  |
| 2010年（平成22年） | 992世帯 2795人  |  |
| 2015年（平成27年） | 1027世帯 2813人 |  |

## 施設
- 飯村地区体育館
- にじの森幼稚園
- 西山第二公園
- 西山第一公園
- 宮前公園
- 熊野神社
- 吉祥寺
- 寺前公園
- 豊橋市立東部中学校
- 飯村変電所

### WEB
1. ↑  総務省統計局 (2017年1月27日). “平成27年国勢調査の調査結果(e-Stat) - 男女別人口及び世帯数 －町丁・字等” (CSV). 2021年7月21日閲覧。
2. ↑  “愛知県豊橋市の郵便番号一覧”.   日本郵便. 2023年4月13日閲覧。
3. ↑  “市外局番の一覧” (PDF).   総務省 (2022年3月1日). 2022年3月22日閲覧。
4. 1 2  豊橋市教育委員会学校教育課学事グループ (2021年3月1日). “豊橋市小・中学校通学区域早見表” (PDF).   豊橋市. 2024年11月15日閲覧。
5. ↑  総務省統計局 (2014年3月28日). “平成7年国勢調査の調査結果(e-Stat) - 男女別人口及び世帯数 －町丁・字等” (CSV). 2021年7月20日閲覧。
6. ↑  総務省統計局 (2014年5月30日). “平成12年国勢調査の調査結果(e-Stat) - 男女別人口及び世帯数 －町丁・字等” (CSV). 2021年7月20日閲覧。
7. ↑  総務省統計局 (2014年6月27日). “平成17年国勢調査の調査結果(e-Stat) - 男女別人口及び世帯数 －町丁・字等” (CSV). 2021年7月21日閲覧。
8. ↑  総務省統計局 (2012年1月20日). “平成22年国勢調査の調査結果(e-Stat) - 男女別人口及び世帯数 －町丁・字等” (CSV). 2021年7月21日閲覧。
9. ↑  総務省統計局 (2017年1月27日). “平成27年国勢調査の調査結果(e-Stat) - 男女別人口及び世帯数 －町丁・字等” (CSV). 2021年7月21日閲覧。